# Vitprickig spetsnoshaj
Den vitprickiga spetsnoshajen, Rhizoprionodon terraenovae, är en gråhaj av familjen Carcharhinidae som återfinns i de subtropiska vattnen i västra Atlanten mellan 43° N och 25° S, latitud på djup mellan 10 och 280 m. Dess längd är ungefär 1,1 m.
Den vitprickiga spetsnoshajen är en liten, i allmänhet grå, strömlinjeformad haj, med en lång spetsig nos.  Den bakre kanten av analfenan är rak eller lätt konkav.  Den andra ryggfenan börjar långt bakom där analfenan börjar.  
Den är rikligt förekommande på kontinentalsocklarna, från kustzonen ut på djupare vatten, och förekommer ofta nära vågsvallszonen utanför sandstränder, och även i djupa vikar, sund och hamnar och i flodmynningar.  Den lever på små fiskar, räkor, krabbor, maskar, mollusker och gastropoder.  Den är vivipar med 1 till 7 ungar per kull, med en storlek av 29–37 cm vid födelsen.  Den används som människoföda.